# Indianapolis 500 in 1963
De 47e Indianapolis 500 werd gereden op donderdag 30 mei 1963 op de Indianapolis Motor Speedway.  Amerikaans coureur Parnelli Jones won de race.

## Startgrid
| Rij | Binnen          | Midden            | Buiten         |
| --- | --------------- | ----------------- | -------------- |
| 1   | Parnelli Jones  | Jim Hurtubise     | Don Branson    |
| 2   | Rodger Ward     | Jim Clark         | Jim McElreath  |
| 3   | Bobby Marshman  | A.J. Foyt         | Paul Goldsmith |
| 4   | Eddie Sachs     | Chuck Hulse       | Dan Gurney     |
| 5   | Allen Crowe     | Roger McCluskey   | Duane Carter   |
| 6   | Bobby Unser     | Dick Rathmann     | Bob Christie   |
| 7   | Lloyd Ruby      | Bobby Grim        | Eddie Johnson  |
| 8   | Chuck Stevenson | Art Malone        | Bob Veith      |
| 9   | Bud Tingelstad  | Johnny Rutherford | Johnny Boyd    |
| 10  | Elmer George    | Jim Rathmann      | Dempsey Wilson |
| 11  | Al Miller II    | Ebb Rose          | Troy Ruttman   |

## Race
| #                                                                                | Coureur               | Auto                    | Ronden | Opgave     |
| -------------------------------------------------------------------------------- | --------------------- | ----------------------- | ------ | ---------- |
| 1                                                                                | Parnelli Jones        | Watson-Offenhauser      | 200    |            |
| 2                                                                                | Jim Clark (R)         | Lotus-Ford              | 200    |            |
| 3                                                                                | A.J. Foyt             | Trevis-Offenhauser      | 200    |            |
| 4                                                                                | Rodger Ward           | Watson-Offenhauser      | 200    |            |
| 5                                                                                | Don Branson           | Watson-Offenhauser      | 200    |            |
| 6                                                                                | Jim McElreath         | Watson-Offenhauser      | 200    |            |
| 7                                                                                | Dan Gurney            | Lotus-Ford              | 200    |            |
| 8                                                                                | Chuck Hulse           | Ewing-Offenhauser       | 200    |            |
| 9                                                                                | Al Miller II (R)      | Thompson-Chevrolet      | 200    |            |
| 10                                                                               | Dick Rathmann         | Watson-Offenhauser      | 200    |            |
| 11                                                                               | Dempsey Wilson        | Kuzma-Offenhauser       | 200    |            |
| 12                                                                               | Troy Ruttman          | Kuzma-Offenhauser       | 200    |            |
| 13                                                                               | Bob Christie          | Christensen-Offenhauser | 200    |            |
| 14                                                                               | Ebb Rose              | Watson-Offenhauser      | 200    |            |
| 15                                                                               | Roger McCluskey       | Watson-Offenhauser      | 198    | Ongeval    |
| 16                                                                               | Bobby Marshman        | Epperly-Offenhauser     | 196    | Mechanisch |
| 17                                                                               | Eddie Sachs           | Watson-Offenhauser      | 181    | Ongeval    |
| 18                                                                               | Paul Goldsmith        | Watson-Offenhauser      | 149    | Mechanisch |
| 19                                                                               | Lloyd Ruby            | Watson-Offenhauser      | 126    | Ongeval    |
| 20                                                                               | Eddie Johnson         | Watson-Offenhauser      | 112    | Ongeval    |
| 21                                                                               | Chuck Stevenson       | Watson-Offenhauser      | 110    | Mechanisch |
| 22                                                                               | Jim Hurtubise         | Kurtis Kraft-Novi       | 102    | Mechanisch |
| 23                                                                               | Duane Carter          | Thompson-Chevrolet      | 100    | Mechanisch |
| 24                                                                               | Jim Rathmann          | Watson-Offenhauser      | 99     | Mechanisch |
| 25                                                                               | Bobby Grim            | Trevis-Offenhauser      | 79     | Mechanisch |
| 26                                                                               | Bob Veith             | Porter-Offenhauser      | 74     | Mechanisch |
| 27                                                                               | Allen Crowe           | Trevis-Offenhauser      | 47     | Ongeval    |
| 28                                                                               | Bud Tingelstad        | Epperly-Offenhauser     | 46     | Ongeval    |
| 29                                                                               | Johnny Rutherford (R) | Watson-Offenhauser      | 43     | Mechanisch |
| 30                                                                               | Elmer George          | Lesovsky-Offenhauser    | 21     | Mechanisch |
| 31                                                                               | Art Malone (R)        | Kurtis-Novi             | 18     | Mechanisch |
| 32                                                                               | Johnny Boyd           | Epperly-Offenhauser     | 12     | Mechanisch |
| 33                                                                               | Bobby Unser (R)       | Kurtis-Novi             | 2      | Ongeval    |
| Gemiddelde snelheid : 230,357 km/h - Snelste Ronde : Parnelli Jones, 243,88 km/h |                       |                         |        |            |